# Wasserkunststraße 22
Die Wasserkunststraße 22 war ein denkmalgeschütztes Wohnhaus in Magdeburg in Sachsen-Anhalt.

## Lage
Das Gebäude befand sich im Magdeburger Stadtteil Neue Neustadt, auf der Nordseite der Wasserkunststraße. Unmittelbar westlich grenzte das gleichfalls denkmalgeschützte Haus Wasserkunststraße 21 an.

## Architektur und Geschichte
Der dreigeschossige Bau mit Mezzaningeschoss entstand im Jahr 1888. Errichtet wurde das Haus vom Maurermeister A. Thiel, von dem auch der Entwurf stammte. Die verputzte Fassade des Ziegelbaus wurde als für Magdeburg ungewöhnlich und orientiert an Berliner Vorbildern beschrieben. Sie war fünfachsig ausgeführt, wobei die drei mittleren Achsen zu einem flach hervortretenden, breiten Mittelrisalit zusammengefasst waren. Im zweiten Obergeschoss bestanden korinthische Pilaster. Bekrönt wurde der Risalit von einem breiten Dreiecksgiebel. Die Erdgeschossfassade war rustiziert. Mittig war die Hauseinfahrt angeordnet.

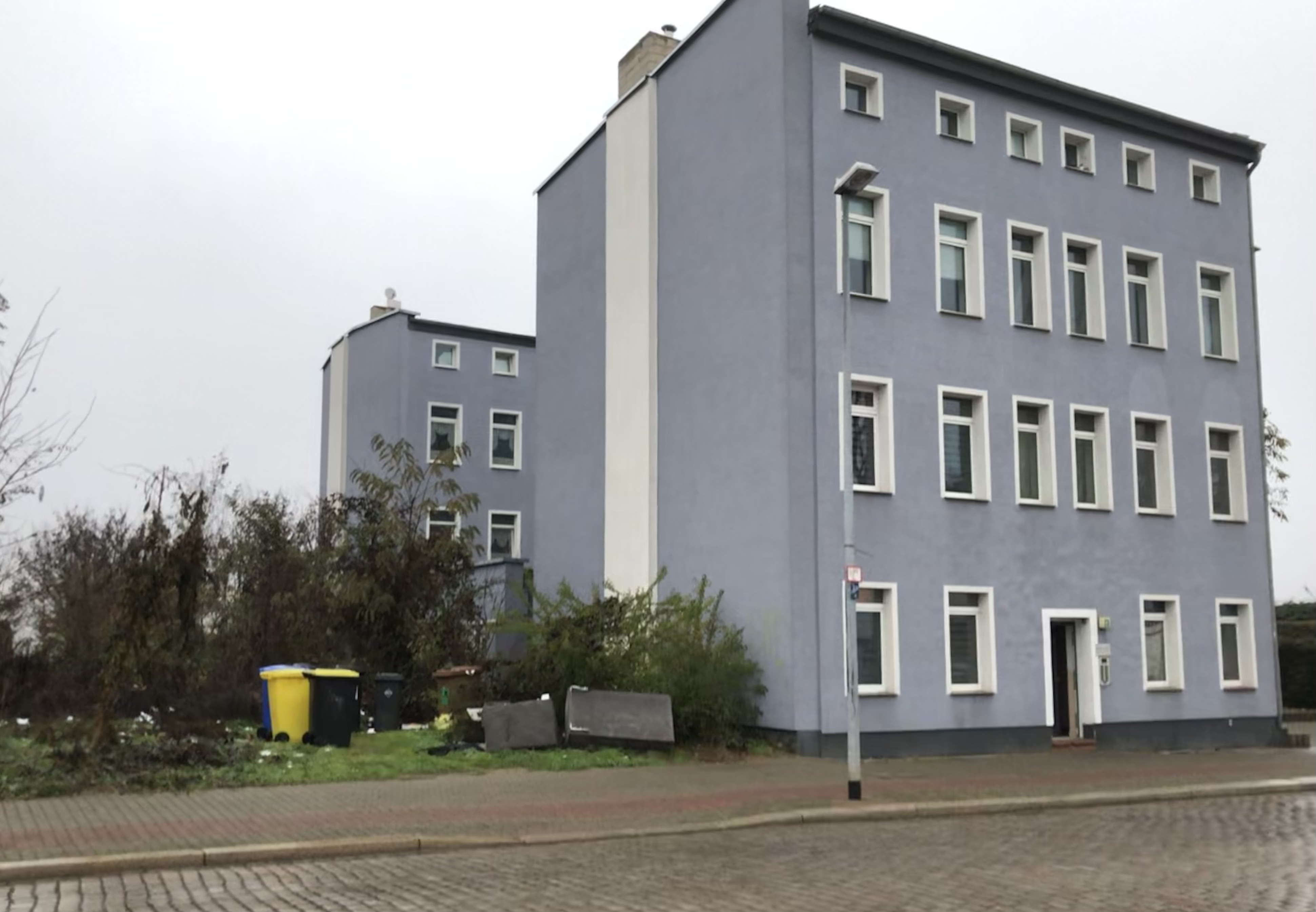
Leeres Grundstück Wasserkunststraße 22 (links) im Jahr 2022

Im Gebäudeinneren befanden sich in allen Etage ursprünglich einfach ausgestattete Zweizimmerwohnungen.
Im örtlichen Denkmalverzeichnis war das Wohnhaus unter der Erfassungsnummer 094 70707 als Baudenkmal verzeichnet. Nach längerem Leerstand und Verfall wurde es wohl zwischen 2015 und 2020 abgerissen. Zumindest wurde es 2020 bereits als ehemaliges Denkmal geführt.
Das Haus galt als sozial- und architekturgeschichtlich bedeutend und ein Beispiel für ein Mietshaus mit einfachem Standard aus der Hochgründerzeit.
Aktuell (Stand 2022) ist das Grundstück weiterhin unbebaut.